# Pseudalsophis
Pseudalsophis es un género de serpientes de la familia Colubridae y subfamilia Dipsadinae. Incluye diez especies de las que nueve se encuentran únicamente en las islas Galápagos, y solo una, P. elegans, se distribuye por las regiones costeras de Chile, Ecuador y Perú. Las especies de este género han sido incluidas anteriormente en los géneros Alsophis, Philodryas y Antillophis (Hypsirhynchus).

## Especies
Se reconocen las siguientes diez especies:
- Pseudalsophis biserialis (Günther, 1860)
- Pseudalsophis darwini Zaher, Yánez-Muñoz, Rodrigues, Graboski, Machado, Altamirano-Benavides, Bonatto & Grazziotin,  2018
- Pseudalsophis dorsalis (Steindachner, 1876)
- Pseudalsophis elegans (Tschudi, 1845)
- Pseudalsophis hephaestus Zaher, Yánez-Muñoz, Rodrigues, Graboski, Machado, Altamirano-Benavides, Bonatto & Grazziotin,  2018
- Pseudalsophis hoodensis (Van Denburgh, 1912)
- Pseudalsophis occidentalis (Van Denburgh, 1912)
- Pseudalsophis slevini (Van Denburgh, 1912)
- Pseudalsophis steindachneri (Van Denburgh, 1912)
- Pseudalsophis thomasi Zaher, Yánez-Muñoz, Rodrigues, Graboski, Machado, Altamirano-Benavides, Bonatto & Grazziotin,  2018